# Stenopogon adelantae
Stenopogon adelantae là một loài ruồi trong họ Asilidae. Stenopogon adelantae được Wilcox miêu tả năm 1971. Loài này phân bố ở vùng Tân Bắc giới.